# Coupe d'Afrique des vainqueurs de coupe de football 1991
Navigation
Édition précédente Édition suivante
La Coupe d'Afrique des vainqueurs de coupe de football 1991 est la dix-septième édition de la Coupe d'Afrique des vainqueurs de coupe. 
Cette compétition qui oppose les vainqueurs des Coupes nationales voit le sacre du club des Power Dynamos FC de Zambie, dans une finale qui se joue en deux matchs face au tenant du titre, les Nigérians du BCC Lions. Il s'agit du tout premier titre continental pour le Power Dynamos, qui avait déjà atteint la finale de l'épreuve en Coupe des coupes 1982. Il reste à ce jour le seul club zambien sacré en compétition africaine.
Pour la première fois, une équipe de Namibie participe à la compétition. Comme les Seychelles lors de l'édition précédente, l'apprentissage est difficile puisque le Black Africa FC va s'incliner lourdement face aux Angolais du CD Primeiro de Agosto (7-0, 2-1).

## Tour préliminaire
| Équipe 1             | Résultat | Équipe 2            | Aller | Retour |
| -------------------- | -------- | ------------------- | ----- | ------ |
| Plaisance FC         | 1 - 6    | Rivatex             | 1 - 3 | 0 - 3  |
| Olympic FC de Niamey | 8 - 2    | Forces Armées CA    | 5 - 1 | 3 - 1  |
| Simba SC             | 2 - 3    | Mbabane Highlanders | 1 - 0 | 1 - 3  |
| Primeiro de Agosto   | 9 - 1    | Black Africa FC     | 7 - 0 | 2 - 1  |

## Premier tour
| Équipe 1                 | Résultat      | Équipe 2                       | Aller | Retour |
| ------------------------ | ------------- | ------------------------------ | ----- | ------ |
| AS Marsa                 | -             | Ports Authority FC disqualifié | -     | -      |
| ASFA Yennenga            | 1 - 1 3-2 tab | Asante Kotoko                  | 1 - 0 | 0 - 1  |
| forfait Arsenal Maseru   | 2 - 0         | InterStar                      | 2 - 0 | -      |
| BFV FC                   | 2 - 3         | Kampala City Council           | 1 - 0 | 1 - 3  |
| AS Dragons FC de l'Ouémé | 2 - 3         | BCC Lions'T'                   | 2 - 0 | 0 - 3  |
| Dynamos FC Harare        | 7 - 1         | Clube de Desportos Maxaquene   | 5 - 1 | 2 - 0  |
| Sporting Club de Gagnoa  | 2 - 2 5-4 tab | Stade malien                   | 2 - 0 | 0 - 2  |
| forfait Mechal SC        | -             | Al Medina Tripoli              | -     | -      |
| Mbabane Highlanders      | 1 - 1e        | Al Ittihad Wad Madani          | 1 - 1 | 0 - 0  |
| ASC Linguère             | 2 - 7         | Entente sportive de Sétif      | 1 - 0 | 1 - 7  |
| Olympic FC de Niamey     | 3e - 3        | Prévoyance Yaoundé             | 2 - 0 | 1 - 3  |
| Primeiro de Agosto       | 1 - 2         | Diables noirs de Brazzaville   | 0 - 0 | 1 - 2  |
| Renaissance FC           | 0 - 4         | Al Moqaouloun al-Arab          | 0 - 1 | 0 - 3  |
| Rivatex                  | 3 - 4         | Power Dynamos FC               | 1 - 0 | 2 - 4  |
| AC Semassi               | 1 - 2         | DC Motema Pembe                | 0 - 0 | 1 - 2  |
| Shellsport               | 3 - 1         | Stationery Stores              | 2 - 0 | 1 - 1  |

## Huitièmes de finale
| Équipe 1                     | Résultat      | Équipe 2                | Aller | Retour |
| ---------------------------- | ------------- | ----------------------- | ----- | ------ |
| Al Moqaouloun al-Arab        | 2 - 1         | Kampala City Council    | 2 - 0 | 0 - 1  |
| ASFA Yennenga                | 3 - 2         | AS Marsa                | 3 - 1 | 0 - 1  |
| 'BCC LionsT'                 | 2 - 0         | Al Medina Tripoli       | 2 - 0 | 0 - 0  |
| DC Motema Pembe              | 3 - 3 4-3 tab | Olympic FC de Niamey    | 2 - 1 | 1 - 2  |
| Diables noirs de Brazzaville | 1 - 3         | Dynamos FC Harare       | 0 - 2 | 1 - 1  |
| Entente sportive de Sétif    | 5 - 2         | Sporting Club de Gagnoa | 4 - 0 | 1 - 2  |
| Power Dynamos FC             | 4 - 1         | Al Ittihad Wad Madani   | 2 - 1 | 2 - 0  |
| Shellsport                   | 2 - 3         | InterStar               | 1 - 0 | 1 - 3  |

## Quarts de finale
| Équipe 1          | Résultat      | Équipe 2                  | Aller | Retour |
| ----------------- | ------------- | ------------------------- | ----- | ------ |
| ASFA Yennenga     | 1 - 1e        | Power Dynamos FC          | 1 - 1 | 0 - 0  |
| InterStar         | 0 - 0 5-4 tab | Al Moqaouloun al-Arab     | 0 - 0 | 0 - 0  |
| DC Motema Pembe   | 2 - 3         | Entente sportive de Sétif | 2 - 1 | 0 - 2  |
| Dynamos FC Harare | 1 - 4         | BCC Lions'T'              | 1 - 1 | 0 - 3  |

## Demi-finales
| Équipe 1         | Résultat | Équipe 2                  | Aller | Retour |
| ---------------- | -------- | ------------------------- | ----- | ------ |
| 'BCC LionsT'     | 2 - 1    | Entente sportive de Sétif | 1 - 0 | 1 - 1  |
| Power Dynamos FC | 4 - 3    | InterStar                 | 2 - 1 | 2 - 2  |

## Finale
| 17 novembre 1991                                                                                               | BCC Lions                         | 3 - 2 | Power Dynamos FC           | Surulere Stadium, Lagos                            |                                                    |
| | Mancha 13e · Angwe 55e · Zaki 85e | | Nyirenda 16e · Makwaza 76e | Spectateurs : 30 000 Arbitrage : Abdelali Naciri \ | Spectateurs : 30 000 Arbitrage : Abdelali Naciri \ |
| Adedara – Agum, Bologi, Afioma, Sampam – Mancha, Fuludu, Igwilo, Nwanko – Jebba (Ayinla 69), Angwe (Zaki 57) \ | Équipes                           | Mwamba – Soko, Watiyakeni, Chilufya, Mumba – Katongo (Kafula 87), Siame, Chiyengi (Sikanyka 65), Makwaza – Nyirenda, Chansa |                            | Spectateurs : 30 000 Arbitrage : Abdelali Naciri \ | Spectateurs : 30 000 Arbitrage : Abdelali Naciri \ |

| 1er décembre 1991                                                                                 | Power Dynamos FC                            | 3 - 1                                                                                          | BCC Lions          | Independence Stadium, Lusaka |  |
|                                                                                                   | Watiyakeni 41e · Sikanyka 58e · Makwaza 68e |                                                                                                | Chilufya 27e (csc) |                              |  |
| Mwamba – Soko, Watiyakeni, Chilufya, Mumba – Siame, Chiyengi, Simambe, Makwaza – Nyirenda, Chansa | Équipes                                     | Adedara – Elijah, Ugwu, Pilaakya, Afioma – Mancha, Fuludu (Azodo), Igwilo, Zaki – Jebba, Angwe |                    |                              |  |

## Vainqueur
| Coupe d'Afrique des vainqueurs de coupe Vainqueur 1991 |
| ------------------------------------------------------ |
| Power Dynamos FC Premier titre                         |